# Kanton Villa Rosario
Der Kanton Villa Rosario ist ein Gemeindebezirk im Departamento Oruro im südamerikanischen Anden-Staat Bolivien.

## Lage im Nahraum
Der Kanton (bolivianisch: Cantón) Villa Rosario ist einer von siebzehn Kantonen des Landkreises (bolivianisch: Municipio) Sabaya in der Provinz Sabaya. Er grenzt im Norden an den Kanton Sabaya, im Westen an den Kanton Cahuana, im Südwesten an den Kanton Villa Vitalina, im Südosten an das Municipio Chipaya, und im Nordosten an das Municipio Esmeralda in der Provinz Litoral.
Der Kanton erstreckt sich zwischen etwa 19° 01' und 19° 15' südlicher Breite und 68° 10' und 68° 26' westlicher Länge, er misst von Norden nach Süden bis zu 25 km und von Westen nach Osten ebenfalls bis zu 25 km. Im westlichen Teil des Kantons liegt der zentrale Ort des Kantons, Villa Rosario, mit 110 Einwohnern (Volkszählung 2001). Die mittlere Höhe des Kantons ist 3700 m.

## Geographie
Der Kanton Villa Rosario liegt am Westrand des bolivianischen Altiplano und wird nach Westen durch die Ausläufer der Cordillera Occidental begrenzt, nach Süden durch den Salzsee Salar de Coipasa. Am Westrand des Kantons liegt der Cerro Pariani, der eine Höhe von knapp über 5000 m erreicht.
Das Klima der Region ist semiarid, der Jahresniederschlag liegt bei nur 200 mm (siehe Klimadiagramm Sabaya). Von April bis November herrscht Trockenzeit mit Monatswerten von weniger als 10 mm Niederschlag, die Feuchtezeit im Sommer ist kurz und der Regen wenig ergiebig. Die Jahresdurchschnittstemperatur liegt bei knapp 7 °C ohne wesentliche Schwankungen im Jahresverlauf, aber mit starken Tagesschwankungen der Temperatur und häufigem Frostwechsel.
Die Vegetation in der Region entspricht der semiariden Puna. Sie ist baumlos und setzt sich vor allem aus Dornsträuchern, Gräsern, Sukkulenten und Polsterpflanzen zusammen. Sie wird wirtschaftlich als Lama-, Alpaka- und Schafweide genutzt.

## Bevölkerung
Die Einwohnerzahl in dem Kanton ist zwischen den beiden letzten Volkszählungen nahezu unverändert geblieben:
- 1992: 110 Einwohner (Volkszählung)[3]
- 2001: 117 Einwohner (Volkszählung)[4]
- 2010: Neuere Daten liegen noch nicht vor

Die Bevölkerungsdichte des Municipio Sabaya bei der Volkszählung 2001 betrug 1,3 Einwohner/km², die Lebenserwartung der Neugeborenen lag im Jahr 2001 bei 54,9 Jahren.
Der Alphabetisierungsgrad bei den über 19-Jährigen beträgt 94 Prozent, und zwar 98 Prozent bei Männern und 89 Prozent bei Frauen (2001).
Die Region weist einen hohen Anteil an Aymara-Bevölkerung auf, im Municipio Sabaya sprechen 62,9 % der Bevölkerung die Aymara-Sprache.

## Gliederung
Der Cantón Villa Rosario umfasst die folgenden vier Ortschaften (localidades):
- Villa Rosario – 110 Einwohner (2001)
- Huanuni – 3 Einwohner
- Estancia Buen Retiro – 2 Einwohner
- Estancia Nueva España – 2 Einwohner